# Oblast de Belgorod
O Oblast de Belgorod (russo:  Белгоро́дская о́бласть, tr. Belgoródskaia óblast) é uma divisão federal da Federação da Rússia.
A sua capital administrativa é a cidade de Belgorod.
De acordo com o censo populacional de 2010, tinha 1 532 526 habitantes.